# Wigry
Pour les articles homonymes, voir Wigry.
Wigry est un village polonais du district administratif de Suwałki, dans le powiat de Suwałki, voïvodie de Podlachie, au nord-est du pays. 
Il est situé à environ 10 km à l'est de Suwałki et à 106 km au nord de la capitale régionale Białystok.
Sa population s'élève à environ 30 habitants.